# Primum Mobile

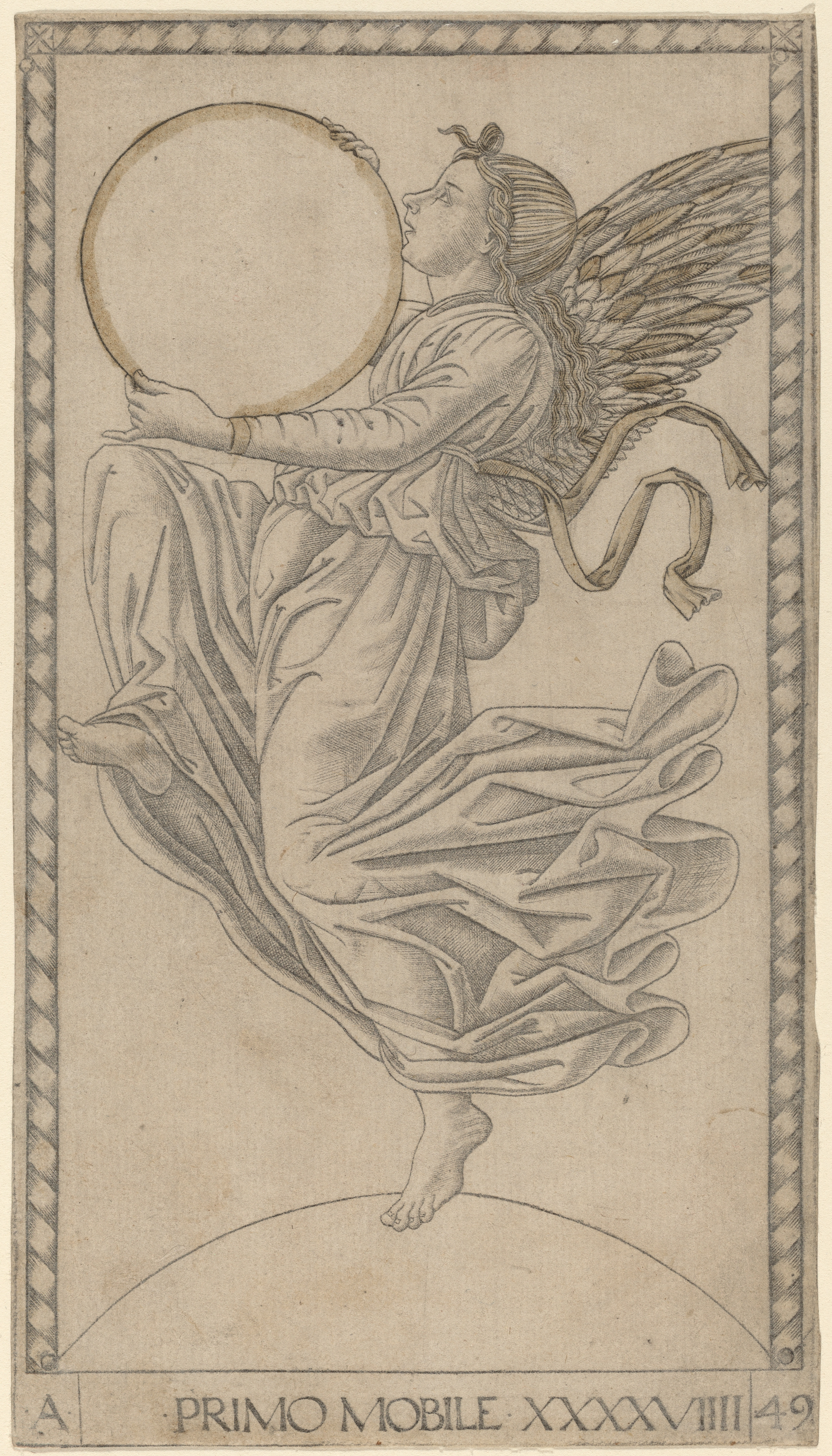
L'ange du Primum Mobbile de la série E du soi-disant Mantegna Tarocchi

Dans l'astronomie classique, médiévale et de la Renaissance, le Primum Mobile (premier déplacé) est la sphère mobile la plus externe dans le modèle géocentrique de l'univers.
Le concept a été introduit par Ptolémée pour rendre compte du mouvement quotidien apparent des cieux autour de la Terre, produisant le lever et le coucher d'est en ouest du soleil et des étoiles, et a atteint l'Europe occidentale via Avicenne.

## Apparence et rotation
Le système ptolémaïque présente une vision de l'univers dans laquelle le mouvement apparent est considéré comme réel, affirmé dans les termes quotidiens tels que le « lever de la lune » et le « coucher du soleil » . La rotation de la Terre sur son axe polaire, comme dans un système solaire héliocentrique, qui bien qu'anticipé par Aristarque, n'est admis qu' après Copernic  . Les astronomes antérieurs considèrent  le véritable mouvement de tous les corps célestes autour de la Terre toutes les 24 heures.
Les astronomes croyaient que les sept planètes vues à l'œil nu (dont la Lune et le Soleil) étaient emportées autour de la Terre sphérique sur des orbes invisibles, tandis qu'une huitième sphère contenait les étoiles fixes. Le mouvement était fourni à l'ensemble du système par le Primum Mobile, lui-même situé dans l'Empyrée et le mouvement le plus rapide de toutes les sphères.

## Variations sphériques

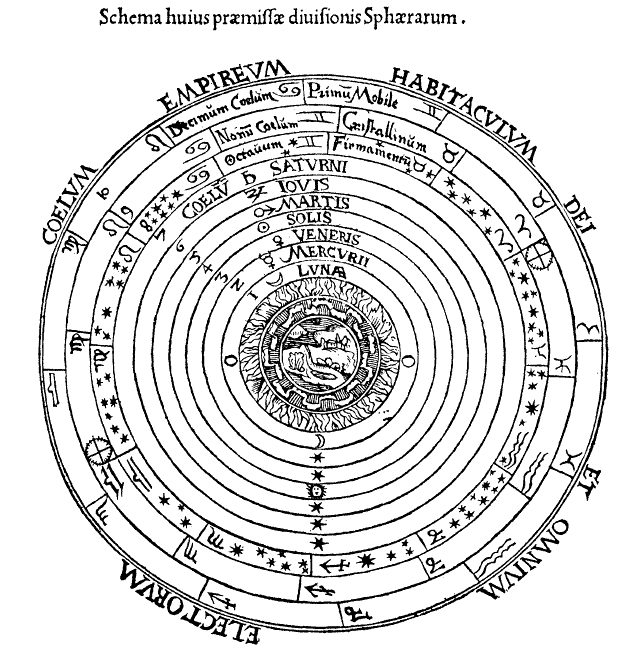
Un schéma des sphères célestes

Le nombre total de sphères célestes n'était pas fixe. Dans cette illustration du XVIe siècle, le firmament (sphère d'étoiles fixes) est le huitième, une sphère cristalline, positionnée pour rendre compte de la référence aux « eaux ... au-dessus du firmament » dans Genèse 1:7) est le neuvième, et le Primum Mobile est dixième. En dehors de tout se trouve l'Empyrée, « l'habitation de Dieu et de tous les élus  ».

## Copernic et après
Copernic a accepté l'existence de la sphère des étoiles fixes, et de manière plus ambiguë celle du Primum Mobile, comme initialement Galilée  ,  bien qu'il conteste sa nécessité dans un système héliocentrique.
Francis Bacon était aussi sceptique sur le Primum Mobile que sur la rotation de la terre. Cependant, une fois que Kepler a fait du soleil, et non du Primum Mobile, la cause du mouvement planétaire , le Primum Mobile a progressivement décliné dans le domaine de la métaphore ou de l'allusion littéraire.